# Chevrolet Malibu (1978)
Chevrolet Malibu – samochód osobowy klasy wyższej produkowany pod amerykańską marką Chevrolet w latach 1978 – 1983.

## Historia i opis modelu

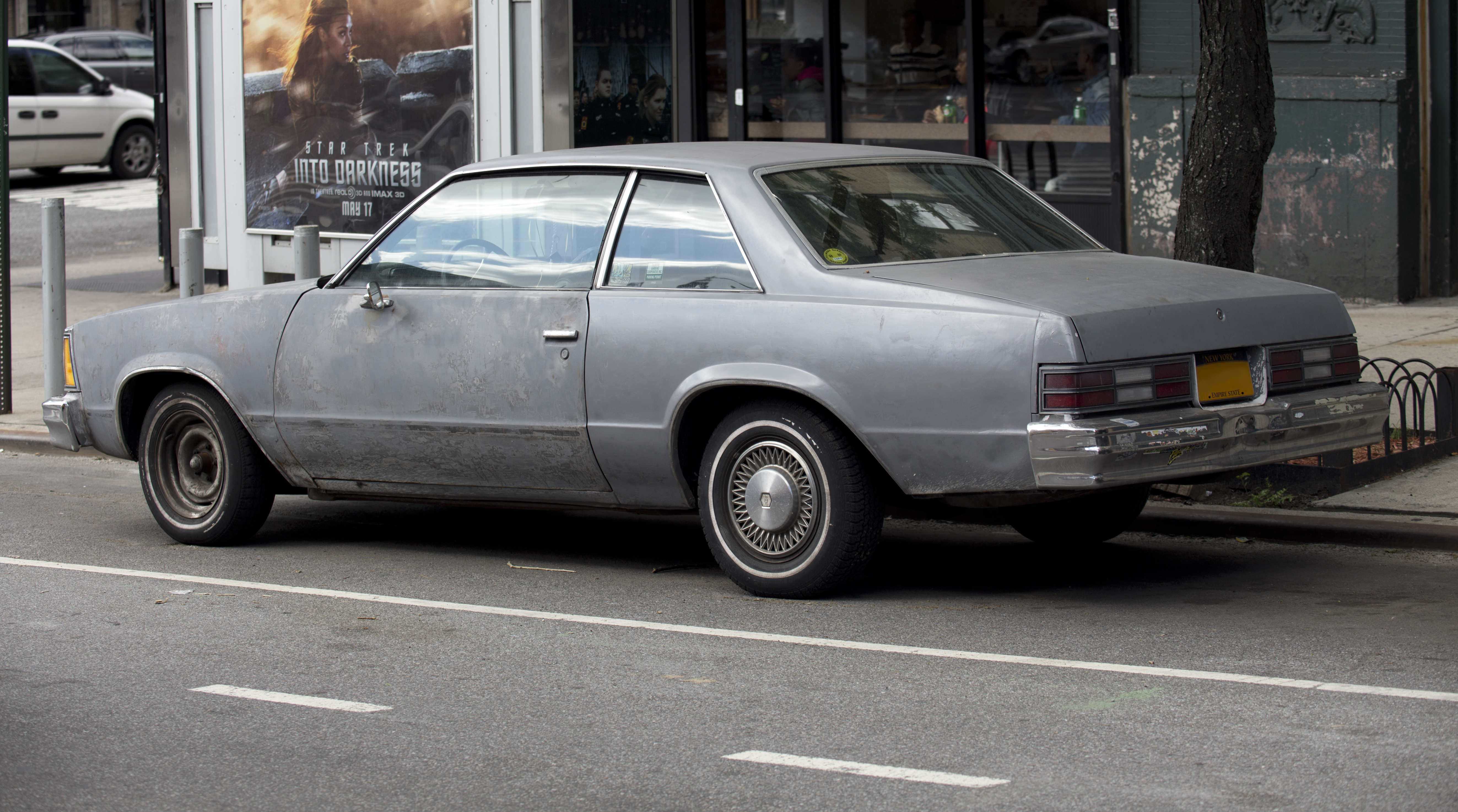
Chevrolet Malibu - tył

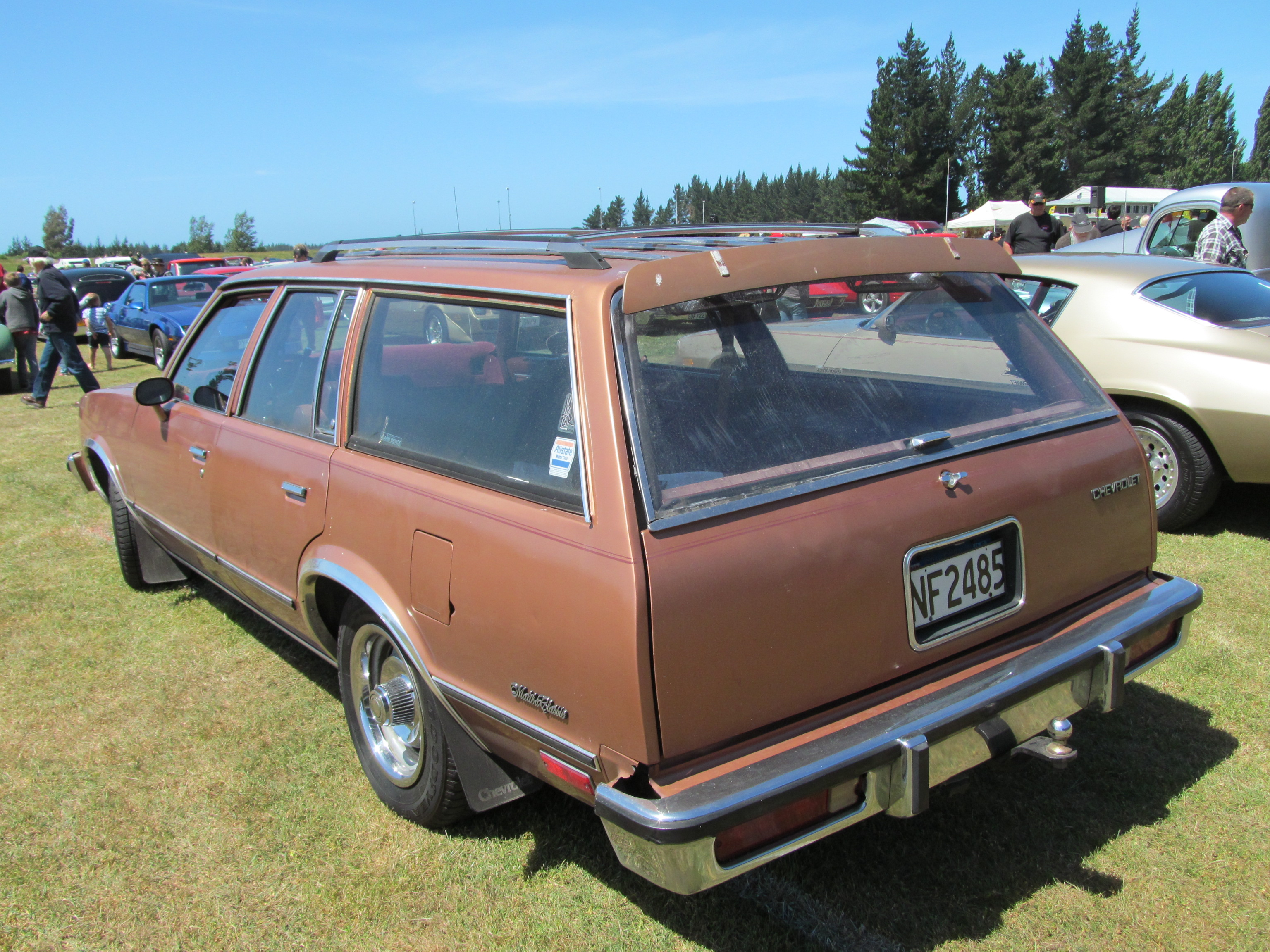
Chevrolet Malibu Kombi

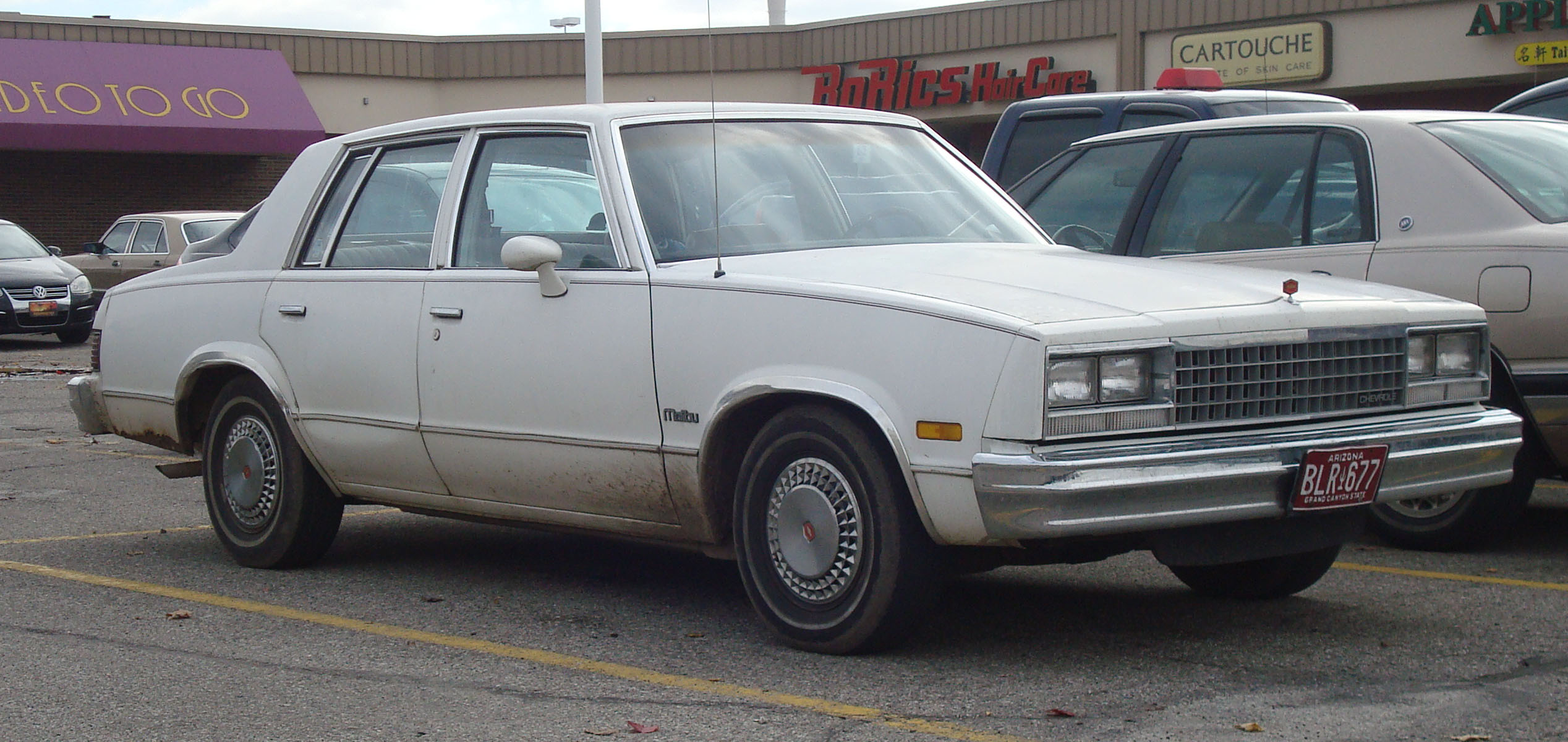
Chevrolet Malibu po liftingu

W 1978 roku General Motors przedstawiło nową gamę bliźniaczych wyższej klasy samochodów, które opracowane zostały na platformie G-body. Poza Buickiem, Oldsmobile i Pontiakiem, zmodernizowana została także oferta Chevroleta, gdzie pojawił się model Malibu. Nazwę zaczerpnął on od swojego poprzednika, Chevelle, którego topowa odmiana nazywała się właśnie Chevelle Malibu.
Chevrolet Malibu, podobnie jak bliźniacze modele, wyróżniał się masywną sylwetką z dużym, kanciastym przodem, który zdobiły kwadratowe reflektory umiejscowione w tej samej linii z dużą, chromowaną atrapą chłodnicy.
Innym charakterystycznym elementem stała się ścięta pod kątem tylna część nadwozia w wariantach trójbryłowych lub umieszczone w zderzaku lampy tylne, w przypadku odmiany kombi.

### Lifting
W 1981 roku Chevrolet Malibu przeszedł obszerną restylizację, która wiązała się z gruntownym przestylizowaniem pasa przedniego. Zyskał on atrapę chłodnicy o strukturze kraty, a także węższe, wyżej umiejscowione reflektory składające się z dwóch kloszy.
Pod tą postacią Malibu wytwarzano do 1983 roku, kiedy to Chevrolet zdecydował się zastąpić je modelem o nowej nazwie – Celebrity.

### Silniki
- V6 3.8l
- V8 4.3l